# Palermo Shooting
Palermo Shooting ist ein Spielfilm des deutschen Regisseurs Wim Wenders aus dem Jahr 2008. Der Film, der hauptsächlich in Düsseldorf, Palermo und Gangi gedreht wurde, setzt sich mit der Vergänglichkeit des Seins auseinander. Weltpremiere war am 24. Mai 2008 auf den 61. Filmfestspielen von Cannes, wo die Produktion im Wettbewerb um die Goldene Palme lief, jedoch unprämiert blieb. Kinostart in Deutschland war am 20. November 2008.
Wenders erzählt in dem Psychodrama die Geschichte eines Fotografen, der sich beruflich auf dem Höhepunkt des Erfolgs befindet, vor lauter Lebensangst und Unruhe jedoch den Zugang zur Realität verloren hat. Auf der Suche nach dem Sinn des Lebens begibt er sich nach Palermo, wo er durch die Begegnung mit dem Tod, als personifizierter Figur, eine neue Perspektive fürs Leben erhält. Elementar für den Film ist die Musik, welche die Hauptperson ständig über Ohrhörer begleitet.
Gewidmet ist der Film Ingmar Bergman und Michelangelo Antonioni, die beide am 30. Juli 2007 starben, und die Wenders als seine Vorbilder sieht.

## Handlung

### Düsseldorf
Finn ist ein international erfolgreicher Fotograf. Er hat ein großräumiges Atelier in einem Gebäude im Düsseldorfer Medienhafen gemietet (tatsächlich steht das markante Gebäude, ein Entwurf des japanischen Architekturbüros SANAA, in Essen). Mehrere Angestellte arbeiten für ihn, organisieren seine Ausstellungen und folgen seinen Anweisungen bei der digitalen Bildbearbeitung seiner Fotografien.
Ein Manager und ein Berater koordinieren seine Termine. Demnächst sollen seine Bilder in São Paulo ausgestellt werden in einem Museum, das ein gesamtes Stockwerk dafür zur Verfügung stellt.
Prof. Finn Gilbert doziert zudem an der Kunstakademie. Mit einer Studentin streitet er sich heftig, da sie seine Meinung, Fotografien bekämen erst durch digitale Bearbeitung eine Aussage, nicht teilt.
Finn trägt seinen PDA ständig mit sich herum und hört Musik, wann immer es ihm möglich ist. Zusätzlich trägt er ständig eine Kamera bei sich und „schießt“ damit auf alles in seiner Umgebung.

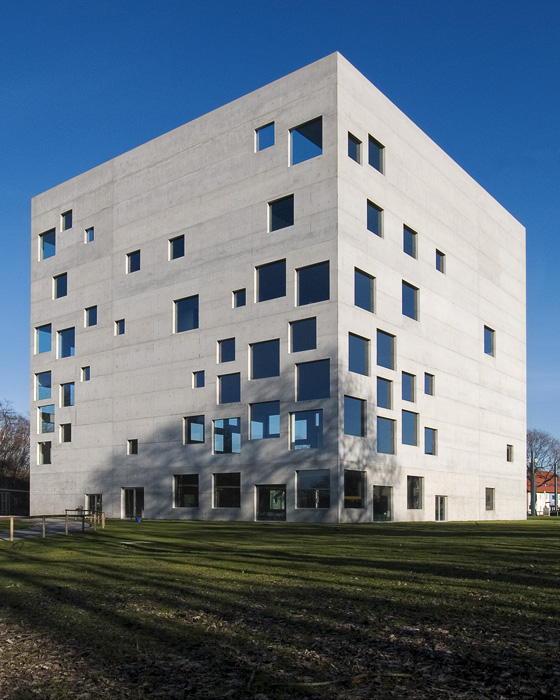
Der Zollverein-Kubus in Essen, Drehort für Finns Atelier; die Fenster Gegenstand zahlreicher Traumsequenzen

Seine Exfrau hält sich nach der Trennung nicht an die Vereinbarungen und bewohnt weiterhin sein Haus. Deshalb verbringt Finn die meisten Nächte im Atelier, auf Partys oder im Büro des Managers. Finn kommt nicht zur Ruhe. Schlaf hält er für verlorene Zeit. Er verstrickt sich in Gedanken, träumt viel über die schwindende Zeit und den Tod, vor allem weil seine Mutter, an der er sehr hing, erst vor kurzem verstarb. Die Angst vor Wasser, die seine Mutter ihm als Kind übertragen hat, ist für Finn ebenfalls zum Problem geworden.
Gegen den Rat seines Managers widmet sich Finn zudem der kommerziellen Modefotografie. Nach einem hektischen Modeshooting im Düsseldorfer Hafen begutachtet er zusammen mit Milla die Aufnahmen. Sie zeigen das hochschwangere Starmodell in utopischen Szenen auf einem Luftkissenfahrzeug und inmitten von Stahlwerkern. Milla wünscht sich jedoch realistische, authentische Fotos und schlägt ein weiteres Shooting vor.
Nach einem Abend im „Club 3001“ fährt Finn in seinem Austin-Healey über eine Rheinbrücke zurück zum Atelier. Er hört Musik über Ohrhörer und hält die Kamera für eine Panoramaaufnahme aus dem Dach des Cabriolets, als er in letzter Sekunde einem Geisterfahrer ausweichen kann. Er schießt spontan ein Foto vom Gesicht des Mannes, der ihn vom Rücksitz des vorbeiziehenden Fahrzeuges aus anblickt. Geschockt davon parkt er sein Auto kurz darauf am Straßenrand, nimmt seine Tasche und sucht die nächste Kneipe auf.
Ständig die Bilder eines tragisch endenden Unfalls in Gedanken vor sich, wählt Finn in der Musikbox den Titel Some Kinda Love von The Velvet Underground. Daraufhin sieht er in Gedanken Lou Reed vor sich stehen, der ihm den Text vorspricht und ihn fragt, wovor er sich am meisten fürchte, ob das der Tod sei?

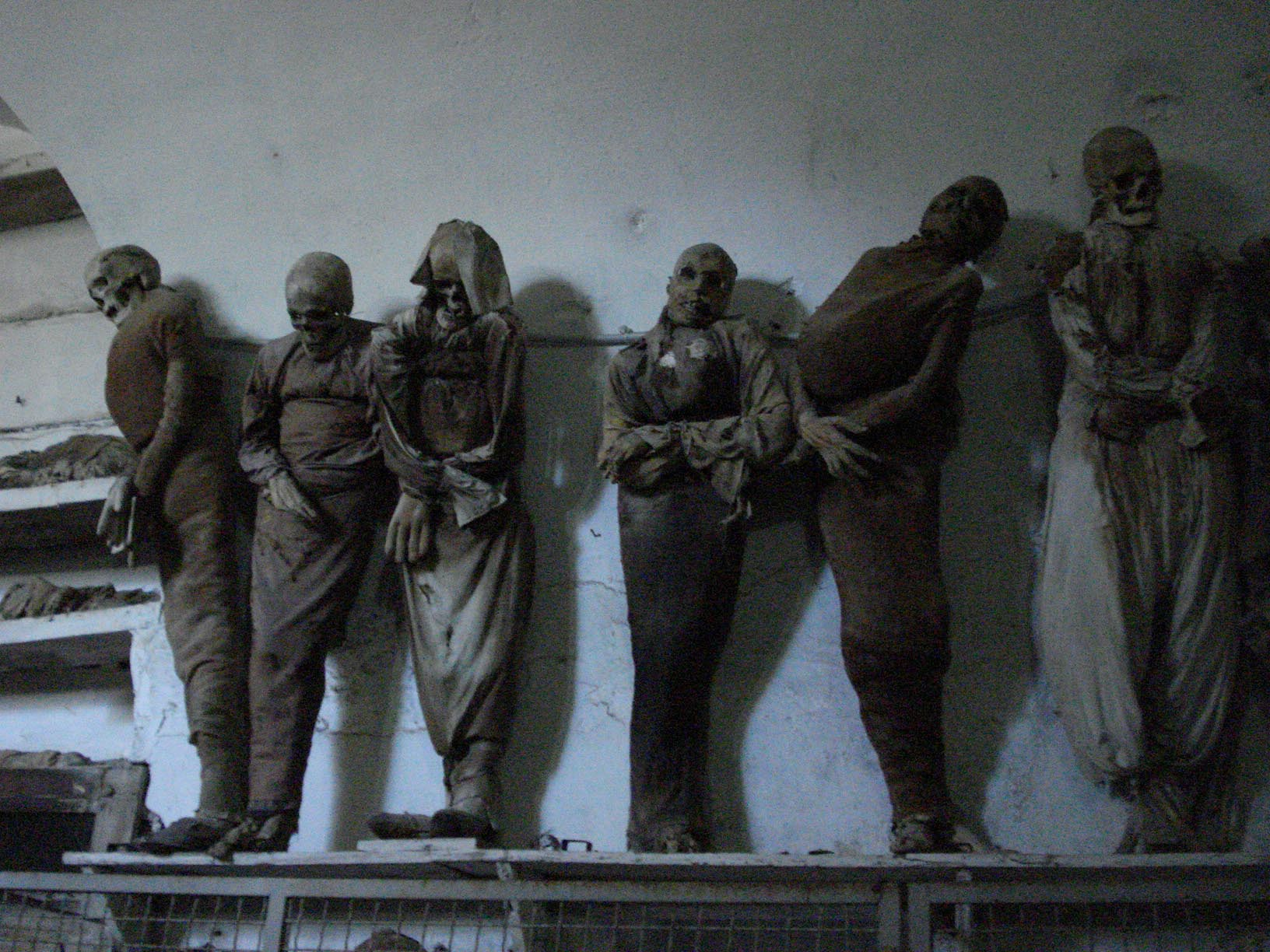
Korridor der Männer in der Kapuzinergruft von Palermo, einem weiteren Drehort für Traumsequenzen

Finn geht weiter durch die nächtlichen Straßen und Parks von Düsseldorf. Er geht im Traum durch die Katakomben von Palermo, seine Mutter auf dem Rücken tragend, die ihm die Augen zuhält. Mit dem Gedanken „Wie merkt man, dass man tot ist, wenn man nicht mehr träumt, oder nur noch träumt?“ wacht er im Morgengrauen in der Krone eines Baumes in den Rheinauen auf. Unter ihm weidet eine Schafherde, gehütet von einem mit dunklem Anzug, Hut und Gamaschen bekleideten Banker, der den Schäfer-Job „gemietet“ hat, um, wie er sagt, die Zeit zu verlangsamen, während er mittels seines Handys die Börse beobachtet. Der Banker vertieft sich mit Finn in ein Gespräch über die Bedeutung der Zeit und meint, man müsse angesichts der Vergänglichkeit des Lebens alles so tun, als sei es zum letzten Mal. Zum Schluss sagt er lächelnd: „Man muss eben alles todernst nehmen, nur sich selber nicht.“ Da fährt auf dem Rhein ein Frachtschiff mit dem Namen „Palermo“ vorbei. Der Name komme vom griechischen „Panormos“ und bedeute „All-Hafen“, wie ihm der Banker erklärt.

### Palermo

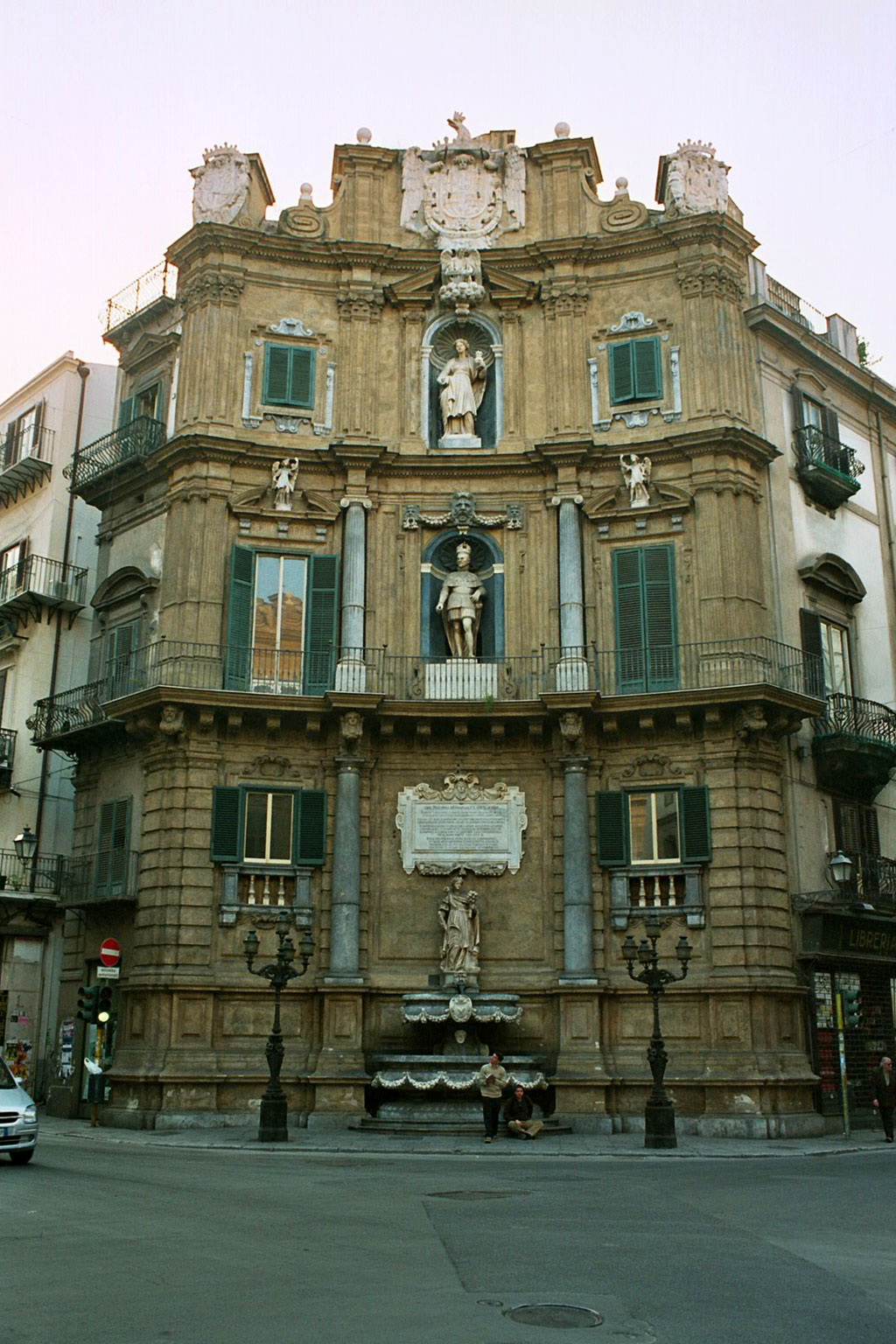
Barocke Fassade an der Nord-West-Ecke Monte di Pietà am Quattro Canti

Am nächsten Tag schaut sich Finn Bilder von Palermo an, wo er noch nie gewesen ist, ordert kurzfristig den Privatjet eines Bekannten und fliegt mit einer Hand voll Mitarbeiter und Milla in die sizilianische Stadt. In einer Altbauwohnung macht er künstlerische Aktfotos der schwangeren Frau. Anschließend verabschiedet er sich von Milla und ordnet seinem Team an, alles abzubauen und nach Hause zu fliegen. Er selbst bleibt in Palermo und geht zunächst durch die Altstadt, dabei hört er Musik und nimmt die tatsächlichen Geräusche kaum wahr. Auch am Quattro Canti, wo er am Brunnen vor dem Castellamare erneut von seinen Albträumen eingeholt wird – nur knapp verfehlt ihn ein Pfeil, der sich jedoch in Luft auflöst.
Abends im Hotel besäuft sich Finn und versinkt weinend in Selbstmitleid. Am nächsten Tag verfehlt ihn am Cortile della Morte wieder knapp ein Pfeil, als er mit seiner Kamera eine Gestalt im Lodenmantel verfolgt. Kurz darauf begegnet er der in Palermo lebenden Fotografin Letizia Battaglia, die ihm erzählt, dass es in Palermo viele Tote gebe, die sie fotografiert, um „sie zu ehren, an sie zu erinnern, damit sie nicht in Vergessenheit geraten“. Wenig später, als Finn auf dem Dach eines Hauses über der Stadt die Kamera auf einen über ihm kreisenden Greifvogel hält, wird er erneut beschossen. Diesmal trifft der Pfeil seine Kamera, die im hohen Bogen durch die Luft fliegt, auf dem Boden landet und nun defekt ist.

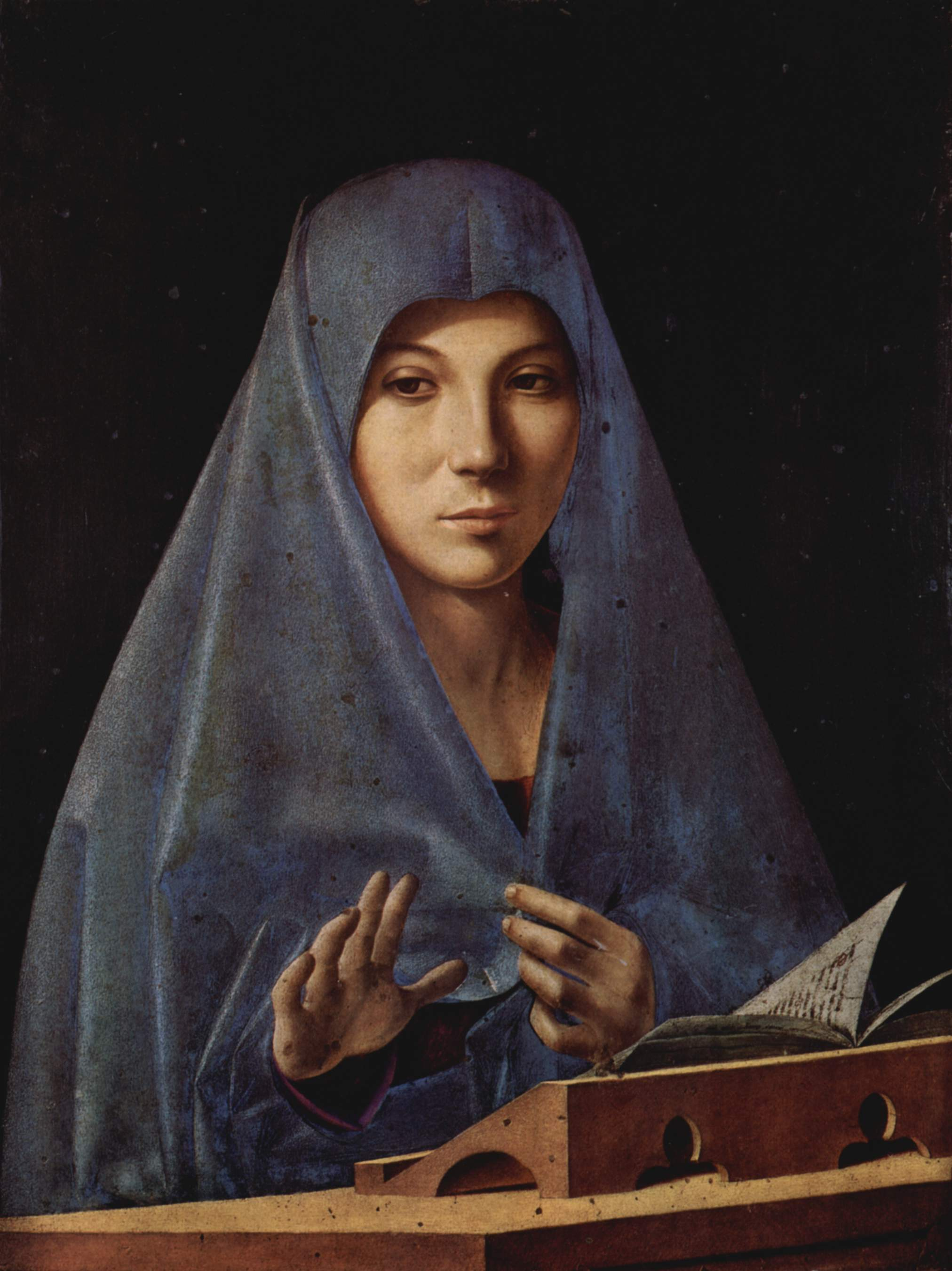
Das Gemälde der Madonna Annunziata von Antonello da Messina, Vorbild für die Figur der Flavia

In der Altstadt trifft Finn auf die attraktive Flavia, die im Museum des Palazzo Abatellis als Restauratorin an dem Fresko Il Trionfo della Morte (Der Triumph des Todes) arbeitet. Als er ihr am Hafen die Geschichte von dem „Irren im grauen Mantel“ erzählt, glaubt er den Bogenschützen auf einem Baukran zu entdecken und stürzt im selben Moment, an der Schulter getroffen, rückwärts ins Hafenbecken. Finn geht unter und mit ihm seine Kamera. Fast scheint dies für Finn das Ende, denn er kann nicht schwimmen. Flavia leistet jedoch Erste Hilfe und holt ihn ins Leben zurück. Auch das PDA, das Finn vor dem Sturz ins Wasser verloren hat, kann Flavia retten.
Flavia bietet Finn ein Quartier in ihrer Wohnung an und hört ihm zu. Auch sie hatte eine Begegnung mit dem Tod, als ihr Lebensgefährte während seiner Arbeit als Restaurator vom Dach fiel und starb. Nach einem romantischen Abend in Flavias Wohnung steht Finn früh auf und erkundet erneut die Altstadt. Ohne Kopfhörer nimmt er, scheinbar befreit, das Leben wahr. Als die Marktstände öffnen, kauft er Obst, entspannt redet er mit Händlern und spielt in den Gassen mit Kindern Fußball.
Als er nach der Rückkehr in Flavias Wohnung ein Foto von seinem PDA am Rechner vergrößert, auf dem das Gesicht des Bogenschützen in einem geöffneten Fenster im obersten Stock eines der Paläste am Quattro Canti deutlich zu sehen ist, verlässt Finn fluchtartig die Wohnung. Von einem der Brunnen aus betrachtet er den Palast Monte di Pietà. In seinen Gedanken verfolgt er sich selbst auf dem Weg durch das Gebäude, sieht sich selbst als den Schützen, dessen Pfeil den am Brunnen sitzenden Finn direkt in den Kehlkopf trifft. Als er in das Gebäude eilt, taucht Flavia auf und überredet ihn, die Stadt zu verlassen, um ihm einen ganz besonderen Ort zu zeigen.

### Gangi

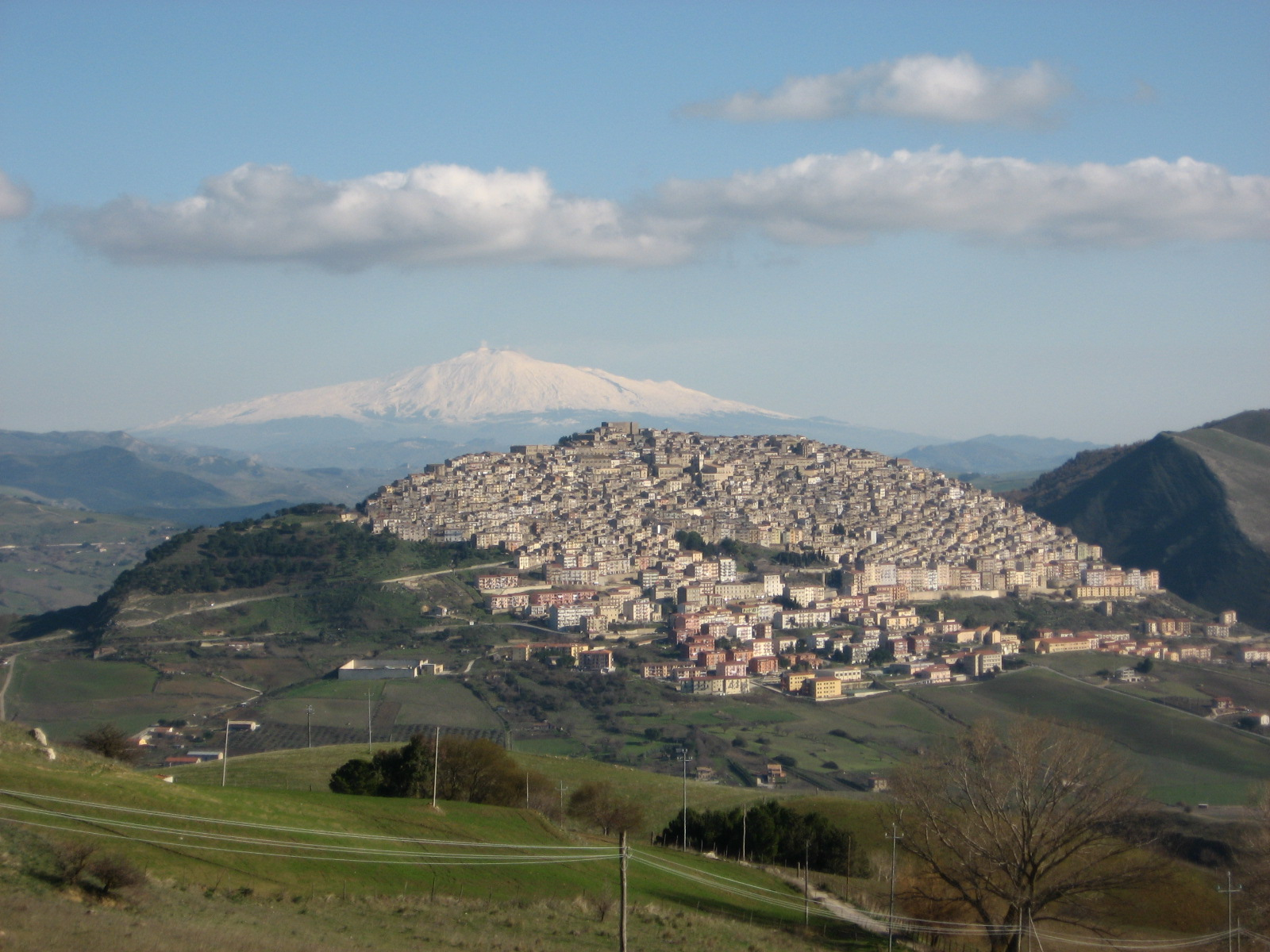
Blick auf Gangi

Mit der Vespa fahren die beiden nach Gangi, wo Flavia eine glückliche Kindheit bei der Großmutter verbracht hat. In der Dämmerung führt sie Finn in das unbewohnte Haus, in dem ihre Großmutter bis kurz vor ihrem Tod als Ärztin gearbeitet hat. Der Strom ist abgeschaltet, es gibt nur eine Gaslaterne. Bald sitzen die beiden sich die Hände haltend im Bett, das wenig später im Freien steht. Flavia spricht schüchtern von ihrer „Angst vor Eros und seinen Pfeilen“ und es kommt zu einem Kuss.
Nachdem Flavia eingeschlafen ist, steigt Finn mit der Laterne in der Hand die Kellertreppe hinunter, öffnet eine Türe und befindet sich auf der Empore eines riesigen Archivs. Ihm gegenüber steht der mysteriöse Mann im grauen Mantel, der sich als der Tod, Freund, Begleiter und Wächter der Zeit vorstellt. „Der Tod ist ein Pfeil aus der Zukunft, der auf dich zufliegt,“ sagt er und wirft Finn zudem vor, dass er zuerst auf ihn „geschossen“ habe. Es dürfe kein Foto von ihm geben, meint er.
Finn versucht zunächst über die nicht endende Wendeltreppe zu flüchten. Sein Hilfeschrei hallt durch den gigantischen Raum, den unendlich hohe Säulen stützen. Doch die Gestalt des Todes holt ihn immer wieder ein. Der Tod klagt über die zunehmende Arbeit, die er habe, und beschwert sich über das schlechte Bild, das die Menschen von ihm hätten. Er sei die Verbindungstüre und keine Sackgasse. Kein Mensch sei glücklich, bis er nicht tot sei. Von Finns verständnisvoller Frage „Kann ich irgendwas für Sie tun?“ ist der Tod beeindruckt und umarmt ihn väterlich. Der Tod gibt Finn anschließend seine Kamera zurück, er solle ihn den Menschen so darstellen, dass sie ihn erkennen können. Der Tod lächelt hell erleuchtet in die Kamera und Finn drückt ab. Das Gesicht des glatzköpfigen alten Mannes verwandelt sich während der Aufnahme in das Gesicht von Finns Mutter.
Mit dem Gedanken „Zum ersten Mal seit langem ist jetzt bloß jetzt“ wacht Finn in der Schlussszene neben Flavia auf und lächelt zufrieden.

## Entstehung

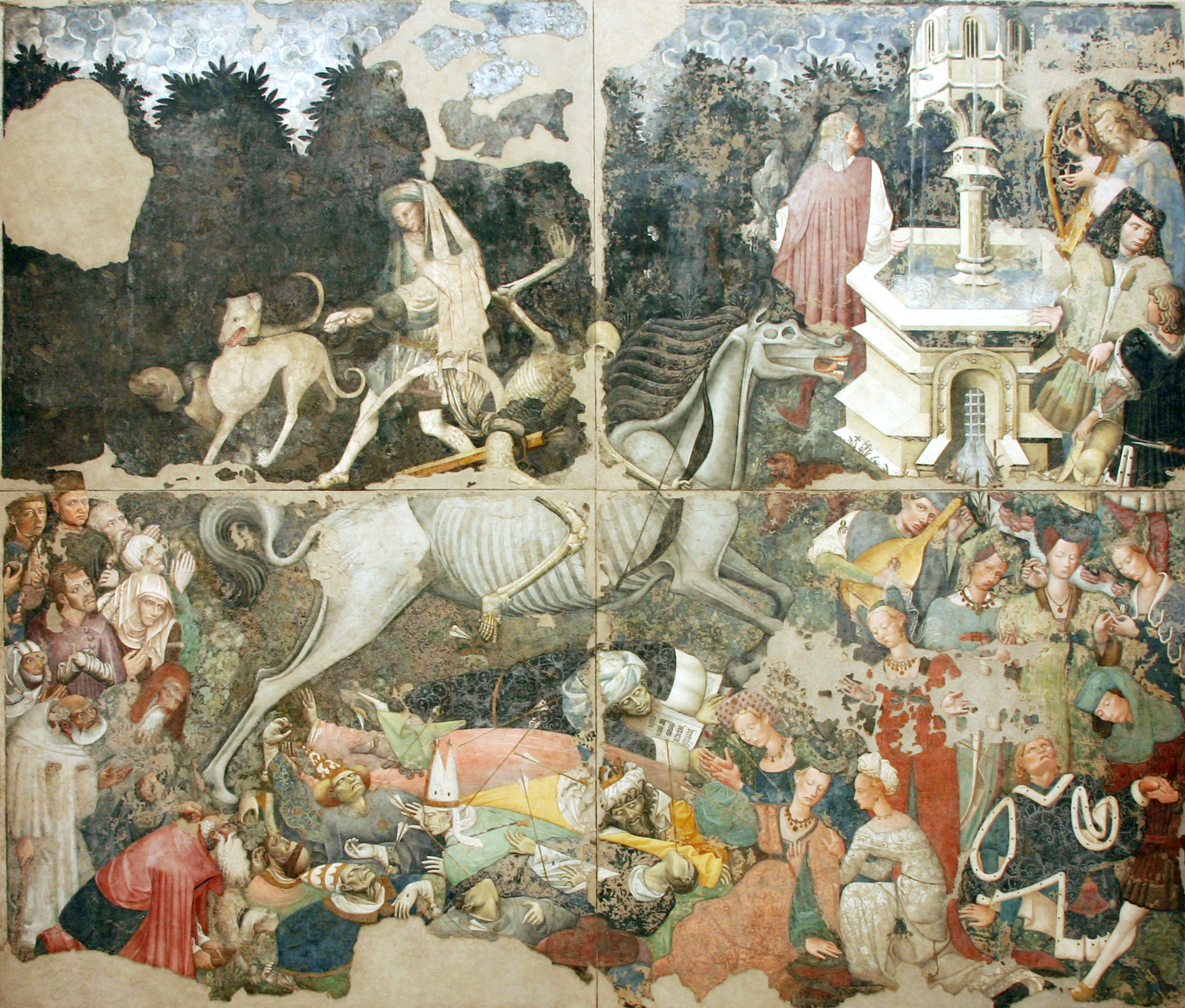
Il Trionfo della Morte im Palazzo Abatellis

Aufgrund einer Anfrage der Stadt Palermo im Jahr 2000 befasste sich Wim Wenders mit dem Gedanken, einen Film über die sizilianische Metropole zu drehen. Er wollte den Charakter der Stadt herausstellen, die er als „grotesk und lärmend auf der einen Seite, großartig und labil auf der anderen, tief verletzt, aber nicht totzukriegen“ bezeichnet. Es sollte auf keinen Fall ein Film über die Mafia werden. Grundlage für die Rahmenhandlung war das Fresko „Il Trionfo della Morte“ (Der Triumph des Todes) aus dem 15. Jahrhundert im Palazzo Abatellis. Die Wandmalerei zeigt den Tod als apokalyptischen Reiter, der mit Pfeilen seine Opfer erlegt.
Wenders erstellte eine Biografie für die Rolle der Hauptfigur und schrieb einen Brief an seine Mitarbeiter, wie er sich das Gerüst des Films vorstellte. Das Drehbuch legte er jedoch nicht fest, es sollte sich im Laufe der Dreharbeiten ergeben. Die gesprochenen Texte entstanden in Zusammenarbeit mit den Darstellern.

## Musik
Ein Hauptthema des Films sollte die Rockmusik sein, die sich nach Wenders Auffassung wesentlich mutiger und tiefergehender mit der Sinnsuche befasst, als es der Spielfilm in den letzten Jahrzehnten getan hat. Laut Wim Wenders

„[…] lag die Musik von Anfang an allen Überlegungen zugrunde, sie war schon da, bevor es überhaupt ein Drehbuch gab. Sie war letztlich der Grund, weshalb ich diese Figur des Fotografen Finn und diese Geschichte überhaupt erfinden wollte.“

### Titelliste
1. Dream (Song for Finn), Grinderman
2. Busy Hope, Get Well Soon
3. The Rip, Portishead
4. Flavias Thema, Irmin Schmidt
5. Freedom Hangs Like Heaven, Iron & Wine
6. It’s a Departure, John Roderick
7. The Black Light, Calexico
8. Some Kinda Love, The Velvet Underground
9. Beds in the East, Thom
10. Trompete 2 Fresco, Irmin Schmidt
11. Postcards From Italy, Beirut
12. Quello Che Non Ho, Fabrizio De André
13. We all Lose one Another, Jason Collet
14. Torn and Brayed, Bonnie „Prince“ Billy & Matt Sweeney
15. My Impropriety, Monta
16. Let us Know, Sibylle Baier
17. Cello 1, bei Flavia, Irmin Schmidt
18. Quannu Moru, Rosa Balistreri
19. Song for Frank, Grinderman
20. Mysteries, Beth Gibbons
21. Good Friday, Get Well Soon[5]

## Drehorte
Wim Wenders ist in Düsseldorf aufgewachsen und zur Schule gegangen. Dennoch ist Palermo Shooting der erste Spielfilm, den er teilweise an Originalschauplätzen in Düsseldorf aufgenommen hat.
Drehort für die Aufnahmen von Finns Atelier und seines Streitgespräches mit der Studentin war der Zollverein-Kubus in Essen, der heute von der Folkwang Universität der Künste für Lehrveranstaltungen, Tagungen und Ausstellungen genutzt wird. Das Mode-Shooting mit Milla Jovovich wurde in der nahegelegenen Kokerei der Zeche Zollverein aufgenommen. Die Kneipenszene entstand im Neusser „Em Schwatte Päd“, dem ältesten Gasthaus am Niederrhein. Lou Reed hat die Eckkneipe in Neuss allerdings nie betreten. Sein Auftritt wurde vor einem Greenscreen im Studio gedreht.
Auf Sizilien wurde außer in der Altstadt von Palermo in der 1.000 Meter hoch gelegenen Ortschaft Gangi gedreht. Der Dialog mit dem Tod am Ende des Films wurde in der großen Aula des Archivio Storico Comunale di Palermo, dem Stadtarchiv von Palermo, gedreht, einem Raum, in dem Akten aus fast 2000 Jahren Geschichte lagern.

## Darsteller

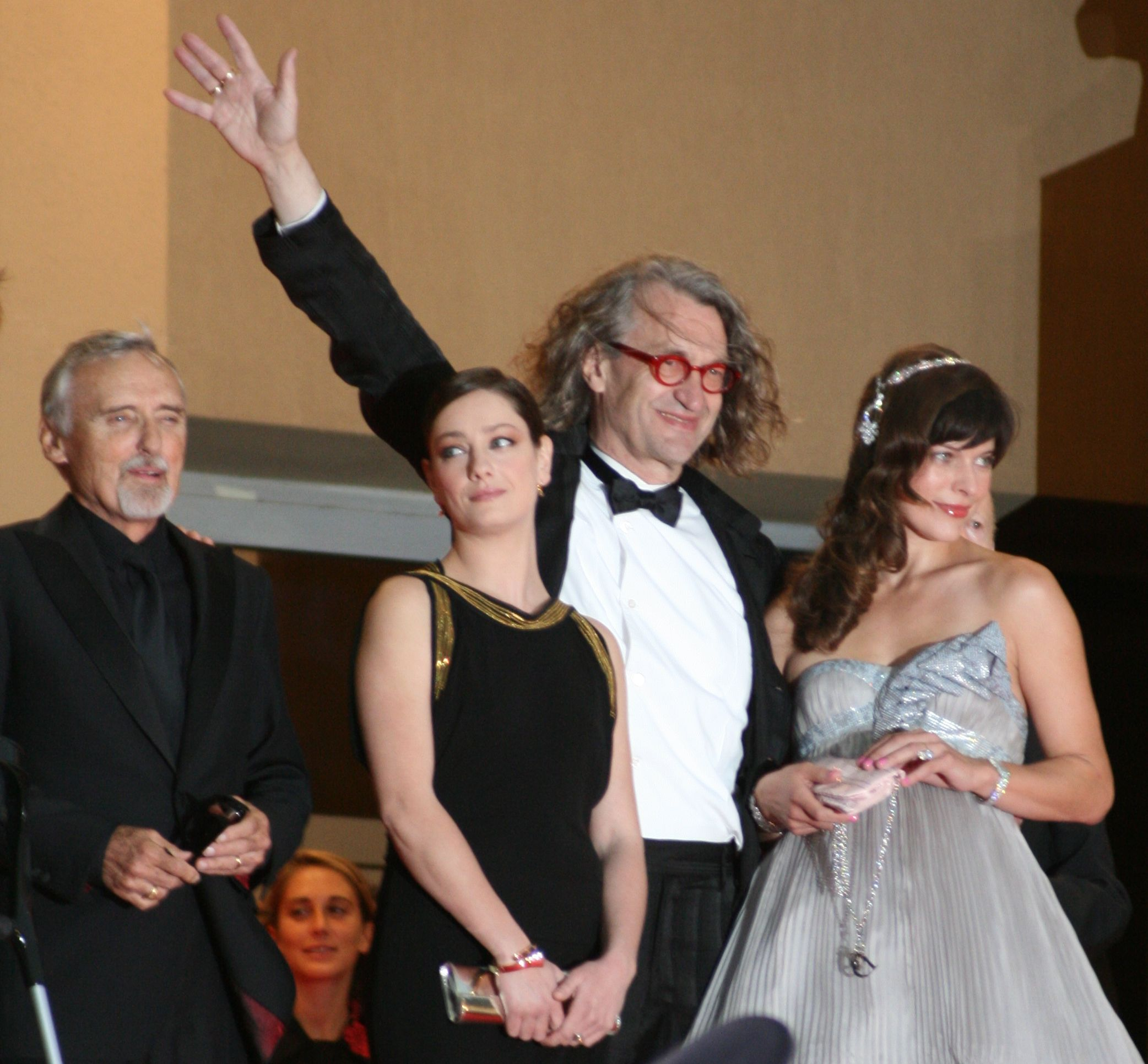
Dennis Hopper, Giovanna Mezzogiorno, Wim Wenders und Milla Jovovich am 24. Mai 2008 in Cannes

Für die Rolle des Finn hatte Wenders von Anfang an Campino, den Frontmann der Band Die Toten Hosen vorgesehen. Wenders hatte für sie das Musikvideo zum Song Warum werde ich nicht satt von dem Album Unsterblich gedreht. Der Text des Songs, der aus Campinos Feder stammt, weist Parallelen zu der Figur Finns auf.
Flavia sollte aussehen wie die Madonna Annunziata (Maria der Verkündigung) auf dem Ölgemälde von Antonello da Messina, das ebenfalls im Museum Abatellis hängt. Nach einem Casting fiel die Wahl auf Giovanna Mezzogiorno.
Hollywoodstar Dennis Hopper, der den Tod verkörpert, hat mit Wenders bereits 1977 in Der amerikanische Freund zusammengearbeitet.
Sebastian Blomberg spielt Finns Manager, Inga Busch seine Schwimmlehrerin, Jana Pallaske eine Filmstudentin und Udo Samel den Schafe hütenden Banker.
In Gastrollen sind Lou Reed, Milla Jovovich und Letizia Battaglia zu sehen. Als Statisten treten zudem die Mitglieder der Band Die Toten Hosen Andreas von Holst, Andreas Meurer, Michael Breitkopf und Vom Ritchie sowie deren Manager Jochen Hülder und der Fotograf Peter Lindbergh in Erscheinung.

## Gekürzte Szenen
Die erste Fassung von Palermo Shooting war erst kurz vor der Premiere in Cannes fertig und 126 Minuten lang. Ein paar Wochen später führte das Team um Wenders den Film nochmals in Köln vor 250 Leuten als Test vor. Danach kürzte Wenders den Film um 18 Minuten.
Das Gespräch mit einem Obdachlosen, gespielt von Wolfgang Michael, der sich eigens dafür das Düsseldorfer Platt angeeignet hatte, enthielt zu viele Redundanzen zur anschließenden Kneipenszene mit Lou Reed. Den größten Teil der Kürzung betraf jedoch die Mitte des Films, als Finn in der Altstadt von Palermo dem ehemaligen Bürgermeister Leoluca Orlando begegnet, der mit seinen philosophischen Worten über die Seele seiner Stadt die Aussage des Films vorwegnimmt. Des Weiteren wurden Einspielungen eines Cellokonzerts von Giovanni Sollima im Palazzo Butera, eine Partyszene und die Präsentation des Songs Ghost Dance bei einem Livekonzert von Patti Smith gestrichen.

## Kritiken
Bert Rebhandl meint in der FAZ, Wim Wenders wage sich „in ‚Palermo Shooting‘ weiter denn je in seiner Karriere auf allegorisches Terrain. Er erzählt eine neue Variation des ‚Jedermann‘, dem Spiel vom Sterben des reichen Mannes. Nur geht es bei Wenders nicht um Reichtum und gute Werke und gerechtfertigte Ewigkeit, sondern um die Gefahr, das Leben dadurch zu verfehlen, dass es nie in seiner grundsätzlichen Dimension in den Blick kommt. Es geht um eine spezifische Form von Blindheit, die häufig mit dem Erfolg einhergeht.“ Der Fotograf Finn müsse „seine ursprüngliche Berufung wiederentdecken“, nämlich das Fotografieren nicht als „Feier der Oberflächen“ zu verstehen, sondern als „Verewigung der Substanz“, als Blick durch die Oberfläche hindurch auf das Wesentliche. Rebhandl moniert allerdings auch, dass Wenders sich in seinem Film, „der wesentlich vom Sehen handelt, selbst blind für die Last der Bedeutung zeige, mit der er den Blick verstellt“; die Personen und Handlungen seien so mit Bedeutungen aufgeladen, dass sie unlebendig und wenig authentisch wirkten.
Constantin Magnis vom Cicero sieht in Palermo Shooting eine allegorische Saulus-Paulus-Fabel, die sich mit dem feinen Ernst der Goethezeit mit den letzten Fragen beschäftige und diese sehr orthodox beantworte.
Der Film vereine „tolle Musik mit bezaubernden Bildern – und einem Hang zum grobgezimmerten Mysterienspiel“, befindet Wolfgang Höbel im Spiegel und lobt „die Kunst des Filmemachers, dass er ein starres, tausend mal mit dem immer gleichen Blaff-Ausdruck hergezeigtes Antlitz wie das des Tote-Hosen-Sängers Campino wieder interessant und geheimnisvoll und lebendig erscheinen lässt, als sähe man’s praktisch zum ersten Mal.“ Lars-Olav Beier hingegen bemängelt, dass „Wenders’ Reflexion über Schein und Sein, über Leben und Tod sehr prätentiös geraten“ sei, und die „gestelzten Dialogsätze und schlaksigen Bewegungen des Hauptdarstellers“ nicht so recht zusammenpassen wollen.
Als „morbide Meditation über den Tod“, in der gleichfalls ein deutscher Künstler im Zentrum stehe, „der von Lebensüberdruss und Todesahnung gequält wird, nach Italien reist, und dort zuerst eine Liebe findet und dann dem Tod begegnet“, beschreibt Rüdiger Suchsland Palermo Shooting in seiner Rezension bei Telepolis, und nimmt dabei Bezug auf den Film Tod in Venedig nach einer Novelle von Thomas Mann. Er bezeichnet Wenders’ Werk als „Seniorenkino“, das „alte Autos, alte Kameras, alte Häuser, alte Männer“ zeige, „und auch Wenders’ Bilder sehen alle mindestens 30 Jahre alt aus“ und als „Quasselfilm“ mit schlecht formuliertem esoterischem „Geschwurbel“.
Das Lexikon des internationalen Films erkennt in Palermo Shooting ein „metaphysisches Aussteigermärchen mit exquisitem Soundtrack und vorzüglicher Kameraarbeit, die das existenzialistische Pathos der Hauptfigur jedoch unfreiwillig karikiert. Die pseudophilosophischen Dialoge über den Lebens- und Todessinn wirken ebenso angestrengt wie die Reflexionen über Sein und Schein von Fotografie.“
Peter Brunette vom The Hollywood Reporter sagte in seiner insgesamt negativen Kritik, dass jedes Mal wenn es philosophisch werde, die Dialoge geschwollen und banal klängen; insgesamt erreiche Wenders mit diesem Film „of startling and embarrassing banality and, yes, even silliness“, einen neuen Tiefpunkt. Für Todd McCarthy von Variety könne auch Giovanna Mezzogiorno, die in dem Dialog über die persönliche Tragödie Campino zeige, wie wenig er ein Schauspieler sei, den Film nicht vor seiner Dümmlichkeit retten. McCarthy berichtet zudem von den Filmfestspielen in Cannes, dass Wenders Widmung für Ingmar Bergman und Michelangelo Antonioni im Filmabspann Spott beim Screening hervorgerufen habe, vermutlich wegen der Diskrepanz zwischen dem Werk dieser verstorbenen Filmautoren und dem, was gerade gezeigt worden sei. Insgesamt kommt der Film in der amerikanischen Kritik nicht gut weg und selbst auf Rotten Tomatoes wird nicht eine Kritikerstimme gelistet.
Lobende Worte für die Filmmusik findet die Musikpresse. Im Musikexpress etwa heißt es, das sei „ein reißender Strom auf die Mühlen all derer, die Wim Wenders seit Jahr und Tag ankreiden, er könne keine Geschichten erzählen und könne seine verkanteten und bedeutungsschwangeren Bilder nur dann mit Leben füllen, wenn er einen ordentlichen Song auf dem Soundtrack habe, der den Rhythmus vorgibt.“

## Auszeichnungen
Die Filmeditoren Peter Przygodda, Mirko Scheel und Oli Weiss erhielten 2009 eine Nominierung für den Deutschen Filmpreis.